# Krzyż Kampanii
Krzyż Kampanii (port. Cruz de Campanha) – brazylijskie wojskowe odznaczenie, ustanowione 10 grudnia 1921. 
Medal ten przeznaczony był dla wszystkich Brazylijczyków biorących udział w zmaganiach I wojny światowej po stronie alianckiej.
W brazylijskiej kolejności starszeństwa odznaczeń medal ten zajmuje miejsce po Krzyżu Krwi, a przed Medalem Zwycięstwa.